# 니콜라우스 코페르니쿠스
니콜라우스 코페르니쿠스(라틴어: Nicolaus Copernicus(폴란드어: Mikołaj Kopernik 미코와이 코페르니크[*] / 독일어: Nikolaus Kopernikus 니콜라우스 코페르니쿠스[*]), 1473년 2월 19일-1543년 5월 24일)는 폴란드의 로마 가톨릭 성직자 겸 천문학자로, 전환적인 천문과학 혁명(태양중심설)을 불러일으켰다.
그는 당시 진리처럼 믿어온 지구중심설(천동설)의 오류를 지적하고 태양중심설(지동설)을 주장하여 근대 자연과학의 획기적인 전환, 이른바 '코페르니쿠스의 전환'을 가져온 폴란드의 천문학자이기도 했다. 여러 가지 이름 표기는 그가 태어난 곳(폴란드)과 그의 모국어(독일어) 그리고 그가 즐겨 쓴 라틴어를 감안하여 세가지 언어로 표기한다. 인공원소 코페르니슘의 이름이 코페르니쿠스의 이름을 따 지어졌다. 그는 라틴어, 폴란드어, 독일어, 그리스어, 그리고 이탈리아어를 모두 말할 수 있었다.
코페르니쿠스는 현재의 폴란드 중북부에 있는 당시의 한자동맹 도시인 토룬(폴란드어 Toruń, 독일어 Thorn)에서 관리이자 주철업을 하는 아버지 니콜라스 코페르니크와 당시의 프로이센의 슐레지엔 지방 출신인 어머니 바르바라 바첸로데 사이에서 네명의 자녀 가운데 막내로 태어났다. 열 살이 되던 해에 아버지를 잃고 외삼촌 밑에서 자라며 토룬에서 초등 및 중고등학교를 다닌 후 코페르니쿠스는 1491년 당시 독일의 작센에 속했던 폴란드 남부지방의 대도시 크라카우(현 크라쿠프)로 가 대학에 입학하여 1494년까지 수학 및 천문학을 공부하다. 대학을 졸업한 후 1495년 이탈리아의 볼로냐로 가 삼촌의 권유로 신학과에 입학한다. 이탈리아에 머무르면서 코페르니쿠스는 또한 로마 및 파도바 대학에 등록하여 강의를 들은 것으로 기록되고 있다.
코페르니쿠스는 아리스토텔레스에 근거하여 논의에만 몰두하던 스콜라학의 학문적 전통을 따르지 않고 천체관측과 궤도 계산을 위주로 하던 실지천문가였다. 코페르니쿠스가 등장하기 전에는 고대 그리스에서 르네상스에 이르기까지 우주의 성질에 대한 통념이 기본적으로 변한 것이 없었다. 그러나 코페르니쿠스의 등장으로 암흑기에서 과학혁명으로의 길로 나아갈 수 있는 계기가 되었다. 그는 지구와 태양의 위치를 바꿈으로써 지구가 더 이상 우주의 중심이 아님을 천명했는데, 이것은 당시 누구도 의심하지 않던 프톨레마이오스의 우주 체계에 정면으로 도전한 것이었다. 그리고 이 도전은 지구가 우주의 중심이고 인간은 그 위에 사는 존엄한 존재이며 달 위의 천상계는 영원한 신의 영역이라고 생각했던 중세의 우주관을 폐기시키는 결과를 가져왔다. 당시 코페르니쿠스가 행했던 인간중심의 지구중심설에서 객관적인 입장의 태양중심설로의 발상의 전환을 ‘코페르니쿠스적 전환’이라 이른다. 흔히 대담하고 획기적인 생각을 이르는 말로 쓰이기도 하는데, 그만큼 코페르니쿠스의 이론은 당시 사람들에게 큰 충격을 주었었다.
이탈리아 유학시기에 접한 플라톤주의와 고대문헌 조사의 영향으로 태양중심설을 구상하게 된 코페르니쿠스는 레기오몬타누스가 쓴 프톨레마이오스 체계에 대한 핵심적 문제제기가 실린 책 <요약>을 접하고 자신의 우주 모델에 대한 개략적인 생각을 더욱더 발전시켜나갔다. 그 후 1510년에 태양 중심의 천문체계의 기본적인 틀을 완성했으며 그로부터 얼마 지나지 않아 <짧은 해설서Commentariolus>라는 제목이 붙은 짧은 요약본 형태의 원고를 지인들에게 돌렸다.
<짧은 해설서> 발표 후 코페르니쿠스는 끊임없는 연구를 통해 1543년《천구의 회전에 관하여(De revolutionibus orbium coelestium)》를 발표한다. 우주와 지구는 모두 구형이며 천체가 원운동을 하는 것처럼 지구도 원운동을 할 수 있다고 주장했다. 또한 행성을 하나, 하나 따로 생각한 것이 아니라 태양을 중심으로 한 행성체계로 보아 행성간의 관계를 부여함으로써 프톨레마이오스의 모델과 큰 차이점을 두었다.
책에 대한 즉각적인 반응은 매우 미약했으나 시간이 흐를수록 널리 퍼져 나갔다. 1616년 로마 가톨릭교회로부터 금서목록에 추가되기도 하였으나 후대에 이르러 천문학과 물리학이 발전할 수 있는 토대를 마련해 줌으로써 혁명적 씨앗으로서의 역할을 다했다. 코페르니쿠스의 체계는 관측 결과와 완전히 부합한 것은 아니어서, 이후 많은 과학자들. 특히 케플러, 갈릴레이, 뉴턴 등에 의해 수정되고 보완되어 오늘에 이르고 있다.

## 생애

### 출생

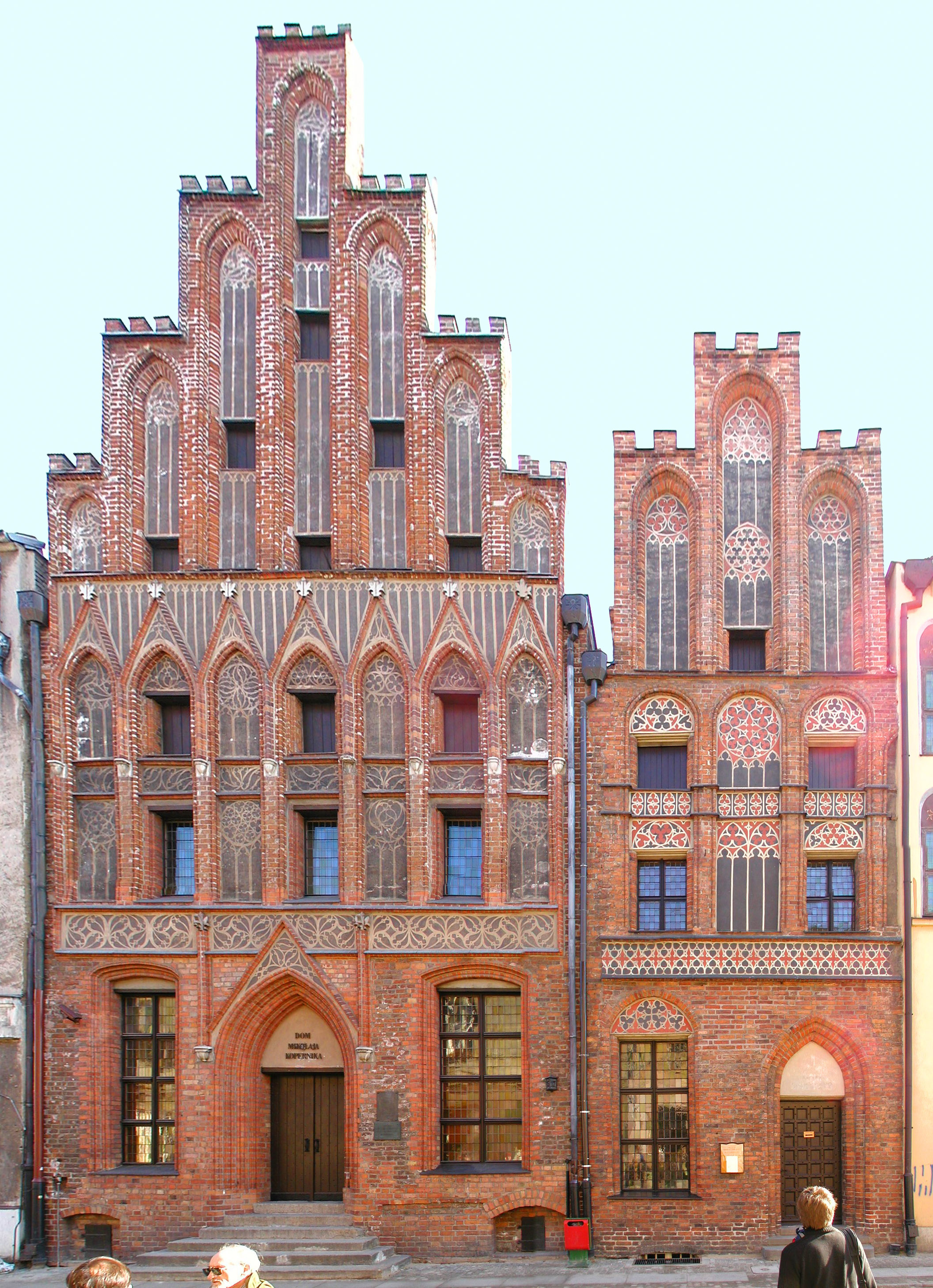
토룬

니콜라우스 코페르니쿠스는 1473년 2월 19일, 폴란드 토룬에서 4남매 중 막내로 태어났다. 그가 태어난 토룬은 폴란드의 번창한 도시로 발트해에서 약 150킬로미터 남쪽에 위치하고 있다. 1470년대 토룬의 인구는 약 만 명이었고 많은 상인들과 공장주들이 이곳에서 외국과 무역을 했다. 1200년대 프로이센의 영토로 이교도인 슬라브인의 땅이었던 토룬은 동유럽의 게르만 기사단에게 정복당한 후 기독교로 개종되어 약 200년 간 기독교 통치자들의 지배 아래 있었다. 1400년대 초, 폴란드의 지도자들이 이에 반발하여 게르만 기사단과 전투를 벌였고 토룬은 폴란드의 영토가 되었다. 부유한 상인이었던 니콜라우스의 아버지는 정치적 활동도 활발하여 그 후에 벌어진 또 한 번의 전투에서 토룬의 다른 상인들과 연합해 폴란드 왕을 경제적으로 지원했다. 코페르니쿠스의 어머니인 바바라 바첸로데 또한 토룬에서 유명한 상인의 딸이었다. 니콜라우스라는 이름의 그의 아버지의 이름을 딴 것이다. 소년 시절에는 니클라스로 불리다가 크라쿠프의 대학에 가게 되면서 라틴어 철자법에 따라 니콜라우스가 된 것으로 보인다.:24-31

### 어린 시절

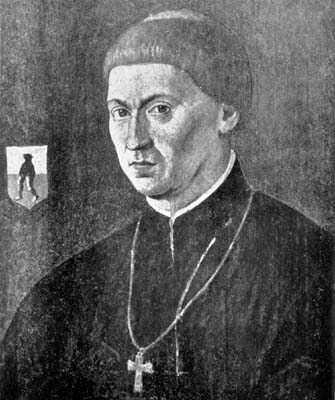
코페르니쿠스의 외삼촌 우카시 바첸로데

코페르니쿠스의 아버지는 그가 열 살 때 죽었다. 그의 큰누나는 수녀가 되었고, 작은 누나는 상인과 결혼했다. 코페르니쿠스 형제는 대학에 다닐 수 있을 지가 불확실해졌지만 외삼촌의 도움으로 학업을 이어갈 수 있었다. 당시 서른 여섯 살이었던 외삼촌 루카스 바첸로데는 두 개의 가톨릭 교구 운영 위원회 위원이었다. 운영 위원회는 참사회라고도 불렸는데 각 교구의 경제적인 업무를 맡고 있었다. 바첸로데는 먼저 코페르니쿠스 형제를 자신이 졸업한 세인트 존스 스쿨에 보냈다. 코페르니쿠스는 이 학교에서 라틴어를 읽고 쓰는 능력을 갖추고 기본 산술 등을 배웠다. 그 후 형제는 무슨 가톨릭 학교에 입학했다. 토룬의 비스툴라강 상류에 위치한 이 학교는 폴란드의 수도인 크라쿠프에 위치한 크라쿠프 대학교에 들어가기 전 준비단계였다.:35-36

### 대학 시절

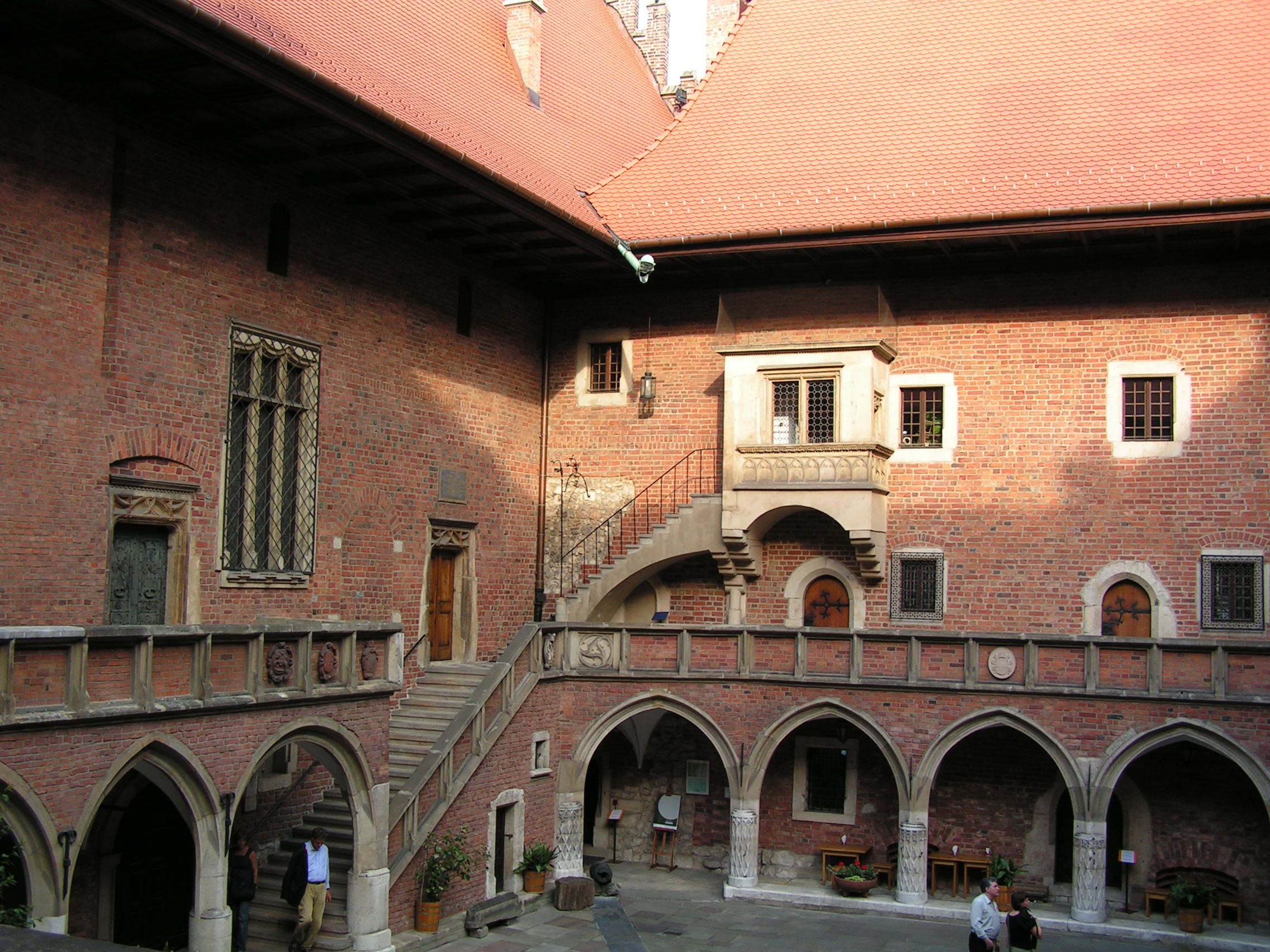
크라쿠프 대학

크라쿠프 대학은 야기옐론 대학이라 불리기도 하는데 야기옐론 왕조는 게르만 기사단의 침입을 막아 발트해에서 흑해에 이르는 대국을 건설했으며 16세기에 정치적, 문화적 번영을 누렸던 강력한 왕조였다. 이 왕조의 왕들은 정치적으로 강건했을 뿐 아니라 예술과 과학 분야를 지원해 폴란드의 문화가 프랑스나 이탈리아의 전통 문화와 맞먹을 정도가 되게 했다. 특히 크라쿠프 대학의 천문학 연구는 북유럽에서 최고 수준이었다. 코페르니쿠스는 Nicolaus Nicolai de Thuronia라는 이름으로 1491-1492년 겨울 학기에 크라쿠프 대학에 등록했다. 당시 유럽의 대학의 교육 과정은 대부분 비슷했다. 학생들은 신부, 의사, 법률가가 되기 위한 교육을 받았다. 십대 후반에 대학에 입학하면, 우선 4년 동안 일반적인 학문과 예술을 공부했다. 그 후 일부 학생들은 신학, 의학, 법률 중에서 한 분야를 택해 여러 해 동안 더 공부했다. 코페르니쿠스는 예술 과정에서 공부를 시작했다. 강의는 라틴어로 진행되었고 많은 과목들이 고대 그리스 철학자인 아리스토텔레스가 쓴 책들과 함께 이루어졌다.
아리스토텔레스는 자연과 우주 전체를 밀접한 논리적 관계로 묶어 하나의 체계로 설명하고자했다. 그는 자연의 모든 사물은 흙, 물, 공기 불이라는 네 가지 원소로 이루어져있다고 생각했다. 그에 따르면 하늘은 완벽하여 영원히 변하지 않으면 하늘의 별과 태양, 행성들은 제 5원소인 에테르로 이루어져있다고 주장했다. 신은 우주에 질서를 부여했으며 우주가 그 질서에 따라 움직이도록 관리한다. 인간은 물질적 요소와 영적인 요소가 섞여 이루어진 존재로 생각되었다. 유럽의 교수들은 아리스토텔레스의 저술들을 분석하고 해설을 달아 학생들을 가르쳤다. 코페르니쿠스는 이 해설서들을 공부하고, 동료들과 토론하며 후에 펼칠 자신의 사상의 밑거름을 쌓아갔다.
학생들은 또한 수학, 천문학, 유클리드 기하학 등을 공부해야 했다. 교재로는 유클리드의 <기하학 원론>과 사크로보스코의 <천구>가 쓰였다. 유클리드는 기원전 300년 경 알렉산드리아에서 활약한 수학자로 그가 저술한 <기하학 원론>은 그의 연구와 더불어 그 이전의 수학자들의 연구를 집대성한 책이다. 이 책은 1900년대 초까지 기하학 교재로 사용되었다. <천구>는 1200년대 초에 영국의 수학자 사크로보스코가 쓴 책으로 하늘과 지구의 형태나 사계절의 변화 등을 설명하고 있다.
대학에서 코페르니쿠스는 다양한 천문학적 지식을 접했다. 아리스토텔레스의 동심원 우주 이론과 프톨레마이오스의 이심, 주전원의 개념은 서로 논리적으로 모순되는 부분을 가지고 있었고 이것은 후에 코페르니쿠스가 자신의 새로운 우주 체계를 제시하는 바탕이 되었다. 아리스토텔레스, 프톨레오마이오스 뿐만 아니라 전통적인 행성 이론을 수정한 많은 학자들의 책을 공부했다. 게오르그 푸르바흐는 1450년대에 비엔나에서 <새로운 행성 이론>이란 책을 쓴 학자로 그의 책에는 프톨레오마이오스의 옛 모델을 수정한 내용이 담겨있다. 코페르니쿠스는 푸르바흐가 만든 일식과 월식의 시간, 위도 등을 담은 표를 베끼거나 다른 여타 표들을 정리하는 등 천문학적 관심을 높여갔다.:40-51

### 계속되는 배움
코페르니쿠스는 크라쿠프 대학의 예술 과정에서 4년간 공부한 뒤 학위를 받지 않고 1495년 가을, 대학을 떠났다. 그의 외삼촌 바첸로데는 1489년에 바르미아의 대주교로 선출되었다. 그는 사실상 그곳을 다스리는 통치자였다. 1495년 코페르니쿠스가 외삼촌을 만나기 위해 프롬보르크에 도착했을 때, 바르미아 가톨릭 대교구 참사회 위원 중 한 명이 사망했다. 바첸로데는 그 자리에 니콜라우스를 임명하려 했다. 바티칸의 허락을 받은 뒤, 코페르니쿠스는 그 해 여름 참사회 회원이 되었다. 다음 해, 바첸로데의 뒤를 이어 성직자가 되기 위해 코페르니쿠스는 이탈리아 볼로냐 대학에서 교회법을 공부하게 되었다. 모든 자금은 바첸로데가 지원했다. 코페르니쿠스가 공부한 교회법은 판사의 권한, 판결을 내리는 과정과 규정, 성직자들이 성사를 행하고 재산을 소유하는 것에 대한 권리와 의무, 결혼에 대한 모든 법률과 규정, 여러 범법 행위에 대한 처벌 등에 대해 교회의 운영과 관련시켜 내린 판결들을 모아놓은 것이었다. 성직자들에게는 일반적인 법이 아닌 교회법이 적용되었다. 볼로냐에서 공부하던 무렵, 코페르니쿠스는 참사회 회원으로서의 권리를 입증하는 공증서를 받은 뒤 경제적으로 자립할 수 있게 되었다. 이것은 코페르니쿠스가 다시 천문학에 몰두할 수 있음을 의미했다. 1497년 초, 코페르니쿠스는 도메니초 마리아 다 노바라는 볼로냐 대학의 천문학 교수의 집에서 하숙했다. 그는 노바라의 천문학 관측을 도우면서 천문학적 지식을 넓혀갔다. 또한, 그는 레기오몬타누스의 <알마게스트의 발췌본>을 공부했다.
1500년 여름, 코페르니쿠스는 볼로냐 대학에서 4년 동안의 법률 공부를 마치고 로마로 여행을 떠났다. 여행에서 돌아와, 1501년 6월 말, 그는 프롬보르크에서 열린 바르미아 가톨릭 대교구 참사회로부터 2년 동안 더 공부할 수 있도록 허가받았다. 1501년 10월, 코페르니쿠스는 파도바 대학의 의학 과정에 등록했다. 대학의 의학 강의는 2세기 무렵 로마의 의학자인 갈레노스의 저술을 바탕으로 했다. 2년 동안의 학업이 끝나고 1503년 5월 31일, 코페르니쿠스는 볼로냐에서 멀지 않은 페라라 대학에서 교회법 박사 학위를 받았다.:51-53, 60-66, 82-83

### 학문과 성직
1503년 가을, 바르미아로 돌아온 코페르니쿠스는 참사회 위원으로서 활동을 시작했다. 그는 교회 소유 재산의 관리 감독, 로클로우 교회 학교의 수업 진행 감독 등의 일을 맡았다. 또한, 그는 외삼촌인 바첸로데 대주교의 비서, 주치의로 일하면서 그에 해당하는 수당도 받을 수 있었다. 이 업무를 위해 그는 대주교의 공관인 리츠바르크 성에 머물렀다. 그는 여가 시간에 그리스어를 독학하며 이를 위해 그리스어로 쓰인 몇몇 편지들을 라틴어로 번역하기도 했다. 대표적인 것은 코페르니쿠스가 1509년에 번역한 테오필락투스의 <도덕, 시골뜨기, 사랑꾼의 편지들>이다.

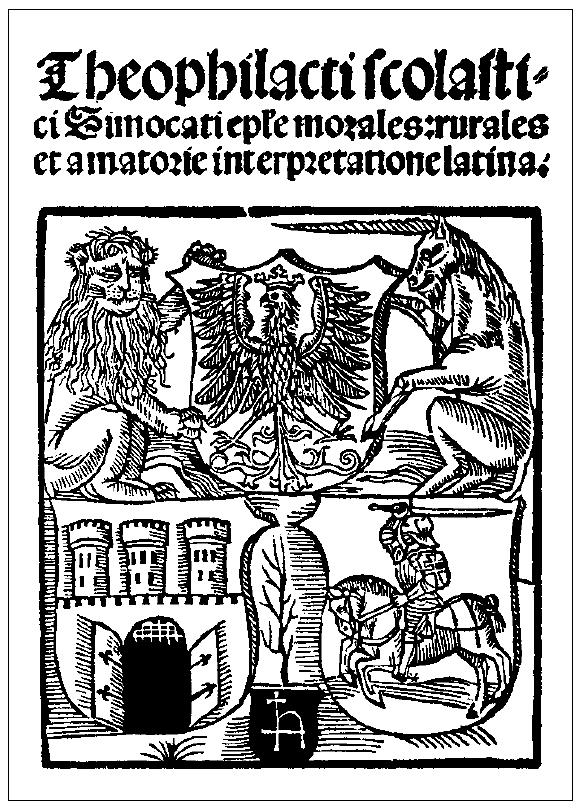
코페르니쿠스에 의해 번역된 테오필락투스의 <도덕, 시골뜨기, 사랑꾼의 편지들>의 번역본

그는 바쁜 생활 속에서도 천문학을 놓지 않았다. 그는 1504년에 행성들이 게자리에서 하나로 만나는 대화합을 꼼꼼하게 관찰하고 기록했다. 기존의 천문학 표와 비교해 본 결과 그는 몇몇 차이를 발견했다. 레기오몬타누스의 <알마게스트의 발췌본> 또한 계속 공부하고 있었는데 레기오몬타누스의 몇몇 해석은 코페르니쿠스가 태양중심설을 펼치는데 중요한 단초가 되었다. 그는 다양한 분석과 계산을 통해서 자신의 태양중심설을 발전시켜갔다. 1510년, 코페르니쿠스는 바첸로데 대주교의 비서직을 그만두고 프롬보르크의 가톨릭 참사회 위원으로만 일하기 시작했다. 남은 시간에는 천문학 연구에 집중했다. 그는 그 때까지 자신의 생각을 정리하여 새로운 행성의 배열을 커다란 여섯 장의 종이 위에 옮겼다. 이것이 바로 <짧은 해설서>이며 코페르니쿠스는 이것의 필사본을 자신의 몇몇 친구들에게 돌렸다. 그는 이 얇은 책에서 등속 중심 개념에 대해 문제를 제기했으며 태양 중심 우주론을 제시했다.

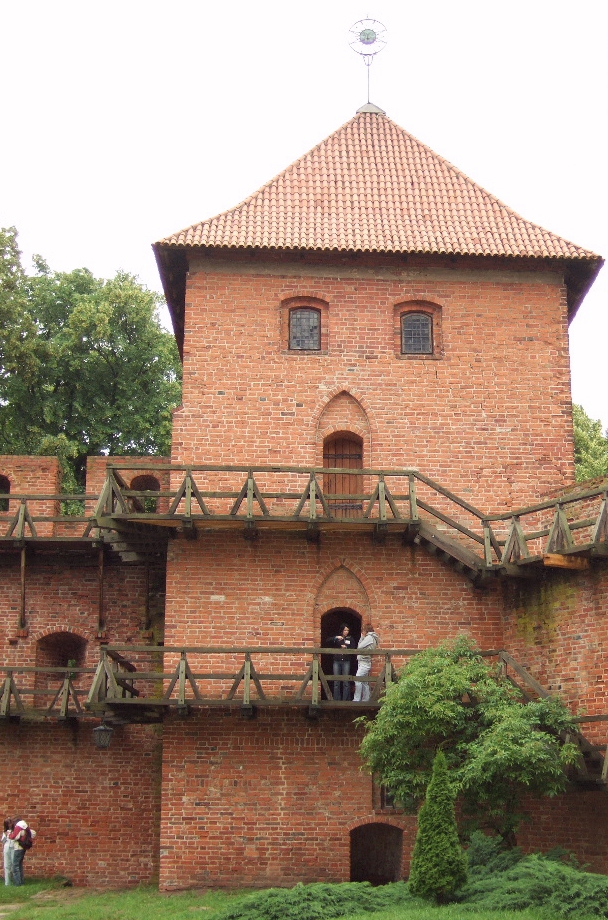
프롬보르크의 코페르니쿠스의 탑, 그는 프롬보르크에서 참사회 회원으로 활동할 시기 이 탑에서 자신의 일과 연구를 수행했다.

틈틈이 천문학 연구에 몰두하면서도 코페르니쿠스는 성실하게 참사원의 임무를 다했다. 1511년부터 1513년까지 그는 참사회의 고문으로서 참사회 업무 수행에 필요한 서류와 문서들을 작성하고 재정 거래를 관리했다. 1512년, 루카스 바첸로데가 죽고 코페르니쿠스의 볼로냐 대학 동료였던 파비안 루찬스키가 그 뒤를 이어 대주교가 되었다. 코페르니쿠스는 동프로이센의 프라우엔부르크로 옮겨가서 성당 참사회원으로 일했다. 참사회원은 성당의 미사를 계획하고 건물을 관리하는 직책이므로 그다지 일이 많지 않아 남는 시간에 천문학을 연구했다. 1516년에 코페르니쿠스는 바르미아 참사회의 영토를 관리할 임무를 맡아 소작농 문제를 해결하고 1517년에는 화폐 개혁에 대한 논문을 쓰기도 하는 등 다양한 활동을 벌였다.
1520년, 계속해서 바르미아에 대한 약탈 행위를 벌여오던 게르만 기사단이 프롬보르크를 공격했다. 코페르니쿠스는 폴란드 국왕과 동료 위원들에게 원조를 요청하는 등 프롬보르크를 지키기 위해 노력했고 프롬보르크는 함락되지 않았다. 1522년, 코페르니쿠스는 왕립 프로이센 의회의 회의에 참석해 은전 주조 개혁에 대해 논의했다. 1523년, 파비안 루찬스키 대주교가 사망했다. 코페르니쿠스는 다음 대주교가 선출될 때까지 참사회 위원들에 의해 임시 대주교로 선출되었다. 1525년, 폴란드와 게르만 기사단은 최종 평화안에 서명했다. 그 무렵 일어난 루터의 종교 개혁은 바르미아에도 영향을 끼쳤다.:91-98, 106-107, 110-112, 137-157

### 천문학적 활동기
경력이 높은 회원이 되어 할 일이 감독과 조언 등으로 줄어들면서 1530년대, 코페르니쿠스는 천문학 연구에 몰두할 수 있었다. 1529년 그는 <천구의 회전에 관하여>를 집필하기 시작했다. 그는 자신의 관찰과 연구를 바탕으로 프톨레마이오스의 이론을 완전히 개정하려고 하였다. 코페르니쿠스의 이런 계획이 알려지면서 주변의 많은 사람들이 출판을 권유했다. 1533년에는 교황의 비서가 코페르니쿠스의 이론을 교황과 추기경들에게 설명하기도 했다. 그의 이론을 들은 쇤베르크 추기경은 그의 업적을 치하하며 자신에게 그의 이론을 알려달라는 편지를 쓰기도 했다.
결국 1542년, 계속된 교정 끝에 코페르니쿠스의 <천체의 회전에 관하여>가 출판되었다. 코페르니쿠스는 원래 이 책의 제목을 <회전>이라 칭하려 했지만 인쇄소에서 <천체의 회전에 관하여>로 바꾸어 출판했다. 책은 출판되었지만, 그 해 코페르니쿠스는 뇌출혈을 겪었다. 그 후 그는 몸의 오른쪽 부분이 마비되었다.

## 연구

### 코페르니쿠스 이전의 천문학
기원전 고대 그리스의 에우독소스와 아리스토텔레스는 지구중심설을 주장했다. 에우독소스는 지구를 중심으로 여러 층의 천구가 겹쳐진 모습의 우주를 상상했으며, 아리스토텔레스는 우주를 크게 두 부분으로 나누어 달을 기준으로 지상계와 천상계를 명명하였다.
태양중심체계를 처음으로 주장한 사람은 기원전 3세기 사모스의 아리스타르코스(Aristarchos, 310?~230B.C.)이다. 그는 저서 『태양 및 달의 크기와 거리에 대해서』에서 태양은 지구에 비해 6~7배 더 넓고 그 크기는 지구의 300배에 달한다고 서술하였다. 그는 태양이 지구보다 크기 때문에 태양의 연주운동은 지구의 공전으로 말미암은 것이고 항성의 일주운동은 지구의 자전에 의한 것이라고 주장했다. 이런 아리스타르코스의 태양중심설이 받아들여지지 않은 이유 중 하나로는 당시의 과학기술로는 별의 시차에 의한 효과를 관측할 수 없었던 것이 있었다.
기원전 3세기 무렵의 아폴로니우스와 기원전 2세기의 히파르코스는 행성이 단순히 원운동을 하는 것이 아니라, 원 위에 있는 작은 원 위를 움직인다고 생각했다. 이 작은 원을 주전원, 큰 원을 대원이라고 부른다. 두 가지 이상의 원운동이 합해져 행성의 진행방향이나 속도가 변화하는 것으로 보이며, 이것으로 행성의 접근에 의한 밝기 변화, 순행과 영행의 속도차이를 대략적으로 설명할 수 있다.

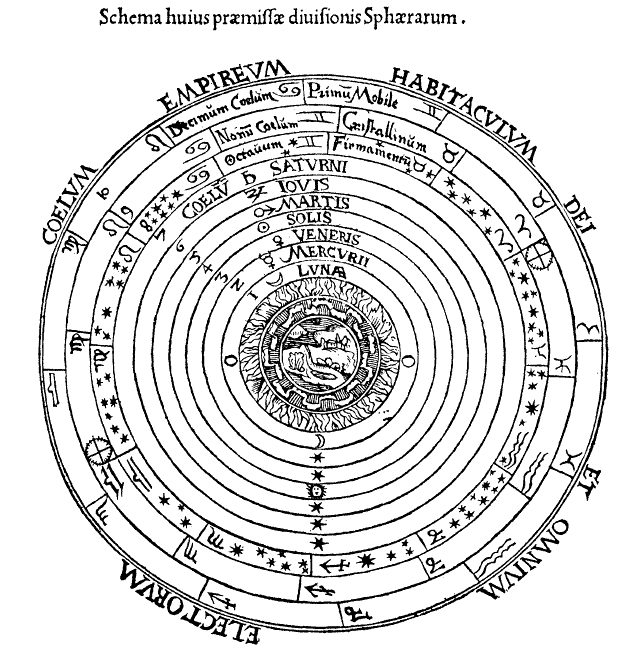
프톨레마이오스의 우주

각각의 행성들을 관측해 보면, 이들은 항성들을 배경으로 동쪽으로 움직인다. 그러나 일 년에 한 번 정도 각각 다른 시기에 잠시 정지했다가, 몇 주 동안 서쪽으로 움직인다. 이런 현상을 ‘역행 운동’이라 부른다. 서기 150년 무렵 알렉산드리아의 천문학자 프톨레마이오스는 이런 역행 운동을 설명하기 위해 기하학적 모델을 제시했다. 그의 모델은 두 개의 원으로 구성되어 있다. 큰 원은 지구를 중심으로 회전하는 ‘모원’이다. 작은 원은 모원에 의해 운반되는 ‘주전원’이다. 행성은 주전원을 따라 돈다. 프톨레마이오스에 따르면, 이 두 원운동을 결합함에 따라 행성이 모원 속으로 들어가 지구에 가장 가까웠을 때, 하늘을 배경으로 하여 움직이는 것처럼 보인다.
프톨레마이오스의 이론에 따르면, 태양은 원궤도를 따라 일정한 속력으로 움직인다. 하지만 그 원의 중심은 지구의 중심과 일치하지 않았다. 그 원은 지구에서 태양까지 거리의 약 3.5 퍼센트 정도 거리만큼 떨어진 곳에 놓여 있는 이심원이었다. 그는 태양이 이 이심원 궤도를 일 년에 한 번 회전하며, 이심원 궤도 자체가 지구 둘레를 하루에 한 번 회전하는 것으로 보았다. 즉, 이심원 궤도는 별들에 대하여 고정된 상태로 있으며, 태양의 이심원 궤도, 행성들의 궤도가 지구에 대하여 하루에 한 번 회전하는 것이다.
13세기 초, 영국의 천문학자 존 오브 할리우드는 파리에서 활동하면서 라틴어식 이름인 요하네스 시크로보스코라는 필명으로 ‘천구’라는 책을 썼다. 그 책은 기본 교재로서 인기가 있었다. 하지만 이 책에는 행성들의 운동에 대한 설명이 거의 없다. 그래서 다음 세대인 13세기 중엽이 되자 좀더 발전된 교재인 캄파누스가 쓴 ‘행성의 도구’가 등장했다. 이 책은 프톨레마이오스의 이론이 어떻게 작용하는지를 간단한 역학적 방법으로 설명해 놓았다.
14세기 우마이야 왕조의 다마스쿠스에 있던 이븐 알 샤티르(Ibn Al Shatir)는 천동설의 입장에서 동시심을 제거하여 코페르니쿠스와 같은 체계를 생각했다. 원운동에서 직선왕복운동을 일으키는 방법은 그에 앞서 13세기의 나시르 알 딘 알 투시(Nasir al-din al-Tusi)에 의해 제시되었다. 그들의 업적이 코페르니쿠스에게 영향을 미쳤을 가능성도 지적되지만, 그것을 입증하는 기록은 없다.
15세기 중엽 비엔나 대학의 게오르그 푸르바흐는 프톨레마이오스의 ‘행성의 도구‘를 새롭게 해석해 새로운 책 ’새로운 행성 이름‘을 썼다. 그는 투명한 수정으로 된 틀로 프톨레마이오스의 모원과 주전원을 만들어 보려 했다. 즉, 우주의 구성과 운동을 실제 물질을 사용해 주체적으로 표현해 보려 한 것이다.

### 천문학적 발견과 의심.[5]:175-176
코페르니쿠스는 행성의 궤도에 대한 프톨레마이오스의 모델이 행성들의 위치를 잘 예측해주기는 하였지만, 아리스토텔레스가 정립해 놓은 원칙에서 많이 벗어나 있음을 깨달았다.
고대 그리스의 철학자들은 지구를 중심으로 하늘의 천체들이 등속 원운동을 한다고 믿었다. 왜냐하면 원운동은 시작도, 끝도 없이 영원히 계속될 수 있다고 생각했기 때문이다. 그러나 이런 이론적 요구를 실제로 만족시키기는 매우 어려웠다. 우선 태양의 궤도가 문제였다. 사계절의 길이는 사람들이 생각한 것처럼 각각 약 91.25일이 아니라, 봄(춘분부터 하지까지)은 92.75일, 여름(하지부터 추분까지)은 93.75일, 가을(추분부터 동지까지)은 89일로 각각 다르다. 이를 통해 우리는 처음의 가정을 부정하여 태양의 운동 속도가 일정하지 않거나 태양의 궤도면이 지구를 중심으로 하지 않을 수도 있다고 추측해 볼 수 있었다.
또한 프톨레마이오스의 모델이 주장하는 바와는 달리 행성들의 겉보기 운동은 매우 불규칙했다. 예를 들어 화성은 평균 속력에 비해 훨씬 더 느리게 움직일 때도 있었고, 훨씬 더 빨리 움직일 때도 있었다. 그리고 2년에 한 번 정도, 별들 사이에서 화성이 동쪽으로 점점 느리게 움직이다가 멈춘 뒤 여러 달 동안 뒤로 움직이더니 다시 동쪽으로 움직이기 시작했다. 이처럼 별들을 배경으로 행성이 서쪽으로 느리게 움직이는 운동을 가리켜 역행한다고 말한다.
프톨레마이오스가 역행 현상을 설명하기 위해 도입한 가설은 천체들의 영원한 운동을 설명하는 데 사용된 고대의 개념들에 들어맞지 않았다. 그래서 커다란 원의 둘레를 움직이는 작은 주전원의 운동이 일정하지 않도록 만들어야 했다. 그는 지구와는 다른 등속 중심이라는 점을 도입해, 이 점을 중심으로 각운동의 속력이 일정하도록 했다. 새로운 개념의 도입으로 모델은 더욱 복잡해졌지만, 그 영향을 계산하는 것은 어렵지 않아 행성들의 표를 만드는 데 쓰이게 되었다.
한편 중세 아랍 천문학자들은 등속 중심이라는 개념을 사용하는 데 강한 거부감을 느꼈다. 그들은 원의 둘레를 움직이는 운동의 속력이 그 원의 실제 중심에 대하여 일정하지 않고, 다른 어떤 점에 대해 일정하다는 사실을 받아들이지 않았다. 따라서 그들은 프톨레마이오스의 동속 중심을 사용하지 않으려고 여러 가지 시도를 했다. 하지만 그들이 제시한 방법은 결국 또 다른 작은 주전원들을 만들어 회전하도록 하는 것일 뿐이었다.
이 외에도 코페르니쿠스로 하여금 프톨레마이오스의 모델보다 더 정교한 모델을 구축하도록 만든 요인들이 더 있다.
첫째, 프톨레마이오스 모델에서와 같이 태양과 달을 포함하여 각각의 행성들이 주전원을 그리면서 지구의 중심에서 약간 벗어난 궤도를 따라 돌고 있다고 하면 우주를 총체적이고 일관되게 설명할 수 없다.
둘째, 프톨레마이오스가 주장한 달 궤도의 편차가 지나치게 크기 때문에 달은 한 달을 기준으로 했을 때 일정 기간 지구 가까이 접근해 있어야만 했다. 따라서 외견상의 크기 역시 계산이 가능할 정도로 크게 달라야 했는데, 사실은 그리 명확하게 드러나지 않았다.

### 태양중심설

#### 에우독소스
그리스 시대의 에우독소스(Eudoxos, 400?~350?B.C.)는 동심천구설을 주장하였는데, 그는 여기서 지구를 중심으로 한 27개의 천구들로 천체의 움직임을 설명하려 했다. 실제 천체의 회전궤도는 원형이 아니며 그 속도가 일정하지 않다는 사실을 몰랐지만, 에우독소스의 가설은 후에 아리스토텔레스에 의하여 채용되었다.

#### 아리스토텔레스
아리스토텔레스(Aristoteles, 384~322B.C.)는 우주를 크게 두 부분으로 나누었다. 지구를 중심으로 두고, 달을 기준으로 지구와 가까운 공간을 '지상계', 달 윗 공간을 '천상계'로 말이다. 그에 따르면 두 세계는 각각을 이루는 물질부터 다른데, 지상계는 흔히 볼 수 있듯 불, 물, 흙, 공기의 4원소로 이루어져 있고, 천상계는 눈에 보이지 않는 에테르로 차있다. 두 세계에서 일어나는 운동도 차이가 난다. 아직 지구가 원형이라는 확실한 인식이 없을 적, 아리스토텔레스는 지상계에서 일어나는 운동은 직선운동이 주를 이루고, 천상계에 있는 천체들은 등속원운동을 한다고 믿었다.

#### 아리스타르코스

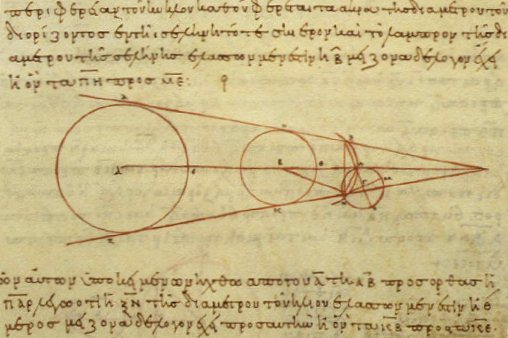
Aristarchus's 3rd century BCE calculations on the relative sizes of from left the Sun, Earth and Moon, from a 10th century AD Greek copy

현재 기록이 남아 있는 아리스타르코스(Aristarchos, 310?~230B.C.)의 유일한 저서는 『태양 및 달의 크기와 거리에 대해서』이다. 그는 별이 당시 사람들이 생각하던 것보다 훨씬 더 멀리 있다고 주장했으며, 한 별이 다른 별 주위를 도는 것과 같은 특정한 움직임을 보이지 않는다고 하였다. 이는 별이 너무 멀리 있어서 육안으로는 관찰하기가 힘들고 망원경을 통해서만 증명이 가능했다. 따라서 대중 사이에 쉽게 받아들여지지 않았다.
아리스타르코스는 삼각법을 이용하여 지구와 태양 사이의 거리가 지구와 달 사이의 거리의 18~20배라고 하였다. (실제로는 약 400배이다.) 또 그는 에라토스테네스가 사용한 방법을 사용하여 지구의 둘레를 측정하고 달과 태양에 대해서도 탐구하여 태양의 겉넓이와 부피를 알아내기도 하였다.

#### 히파르코스
히파르코스(Hipparchos, 190?~120?B.C.)는 사실은 천체의 회전 궤도가 정확한 원이 아니기 때문에 생기는 오차를 설명하기 위해 주전원을 도입하고 회전속도가 변하는 것은 이심이라는 개념을 사용했다.

#### 코페르니쿠스
코페르니쿠스가 주장한 태양중심설은 현재의 태양계의 구조와는 차이가 있다. 프톨레마이오스의 구조와 거의 비슷하고 단지 우주의 중심에 있던 지구와 달의 위치를 태양과 바꾸어서, 태양이 우주의 중심에 오게 하였다. 원형 궤도와 주전원, 이심 등의 기존의 지구 중심적 구조는 그대로 차용하였다. 이러한 코페르니쿠스의 체계화된 태양계의 구조설을 코페르니쿠스 체계(Copernican system)라고 한다.
코페르니쿠스의 새로운 모델은 프톨레마이오스 모델이 가지고 있던 몇 가지 문제점들을 해소해 주었다.
첫 번째는 행성들의 배열순서와 그것들의 주기에 관한 문제였다. 프톨레마이오스는 지구 주위를 도는 행성들을 회전주기가 짧은 순서대로 지구와 가깝게 배치하였다. 하지만 그렇게 하면 태양과 금성, 수성의 회전주기가 약 1년 정도로 비슷하기 때문에 그 셋의 순서를 결정하기가 어려웠다. 사실 이 문제는 공전의 중심 자체가 바뀌어서 생긴 문제이기 때문에 태양을 중심에 두는 코페르니쿠스의 모델에서는 발견되지 않았다.
두 번째는 행성들의 역행 운동에 대한 문제였다. 지구중심설로서 이를 설명하려면 주전원과 등속 중심 등을 사용하여 매우 복잡했지만 코페르니쿠스의 체계에서는 우주구조 자체로서 설명할 수 있게 되었다.
하지만 코페르니쿠스의 변혁이 완벽한 것은 아니었다. 아리스토텔레스와 프톨레마이오스의 우주관의 전체 골격은 그대로 두고 세부만 바꾼 변혁이었기 때문에 기본적으로 천구는 그대로 존재했고, 행성과 지구는 여전히 이 천구들에 고정되어 돌도록 되어 있었다. 무엇보다도 원을 중요시하는 경향을 그대로 고수했다. 코페르니쿠스는 천체의 가장 자연스러운 운동은 등속원운동이라고 생각하여 그에 맞지 부합하지 않는 관측 데이터에 맞추기 위해 주전원, 이심 등을 그대로 도입하였다.

## 저서

### 짧은 해설서[6]
짧은 해설서는 니콜라스 코페르니쿠스(Nicolaus Copernicus)의 우주 모델의 기본 틀을 서술한 40쪽 짜리 원고형태의 요약본이다. 1510년 무렵 필사본으로 발표되었으며 현재 비엔나에 있는 오스트리아 국립 도서관에 단 세 권만이 남아 보관되어 있다. 책은 행성들이 태양을 중심으로 회전하고 있다는 내용을 담고 있다. 그는 후에 더욱더 아이디어를 발전시켜 1543년, 그의 걸작이라고 칭송받는 《천구의 회전에 관하여(De revolutionibus orbium coelestium)》을 출판하게 된다.
코페르니쿠스는 [짧은 해설서Commentariolus]의 복사본을 크라쿠프에 있는 몇몇 자신의 지인들과 동료들에게만 돌렸다. 비록 그가 살아있을 때 출판 되지는 않았지만, 그 당시 사람들에게는 알려지게 되었다. 코페르니쿠스가 자신의 생각을 공식적으로 출판했을 때 교회로부터 박해받을 위험을 크게 우려했다는 증거는 없다. 실제로 1533년, 교황 클레멘스 7세(Pope Clement Ⅶ) 와 여러 추기경들이 참석했던 바티칸의 강연에서 교황의 비서였던 로마의 요한 비드만스타트(Johann Albrecht Widmannstetter)는 코페르니쿠스의 이론의 대략적인 내용을 강의 했다. 교황과 추기경들은 그 이론에 관심을 가졌으며 1536년 11월 1일, 바티칸 강연에 참석했던 추기경 중 하나인 니콜라스 폰 쇤베르크(Nicolas von Schönberg)는 코페르니쿠스에게 편지를 써서 그 책의 출간을 재촉하기도 했다.
짧은 해설서의 복사본은 코페르니쿠스가 죽은 뒤에도 존재했지만, 그 뒤에 사람들에게 점점 잊혀짐에 따라 소멸되었다. 때문에 19세기 후반, 필사본이 발견되어 출판되기 전까지 짧은 해설서의 존재는 간접적으로만 확인되었었다.
코페르니쿠스는 짧은 해설서에서 우주에 대한 7가지의 새로운 상정을 다음과 같이 제시했다.
1. 모든 천구들은 공통되는 하나의 중심은 존재하지 않는다.
2. 지구는 우주의 중심이 아니다. 지구는 무게가 향하는 중심, 달의 천구의 중심일 뿐이다
3. 모든 천구들은 태양을 둘러싸고 있다. 그러므로 우주의 중심은 태양의 근처에 있다.
4. 태양에서 지구까지의 거리는 대천구(항성들의 천구)의 높이와 비교하면 매우 작아 감지할 수 없을 정도이다
5. 대천구의 겉보기 운동은 실제 운동이 아니라, 지구의 운동에 의해 생긴 결과이다. 지구는 고정된 극을 회전축으로 삼아 자전하며, 하늘 가장 높은 곳에 있는 항성들의 대천구는 움직이지 않고 가만히 있다.
6. 태양의 겉보기 운동은 실제 태양의 운동이 아니다. 지구와 지구의 궤도 껍질의 운동으로부터 나온 것이다. 즉, 지구는 다른 행성들과 마찬가지로 태양을 중심으로 회전하고 있다. 그러므로 지구는 적어도 두 가지 운동을 하고 있다.
7. 행성의 역행 운동은 실제 운동이 아니다. 그것은 지구의 운동 때문에 그렇게 보이는 것이다. 그러므로 지구의 운동만으로 하늘에서 볼 수 있는 많은 불규칙한 현상들을 설명할 수 있다.[5]:118-119

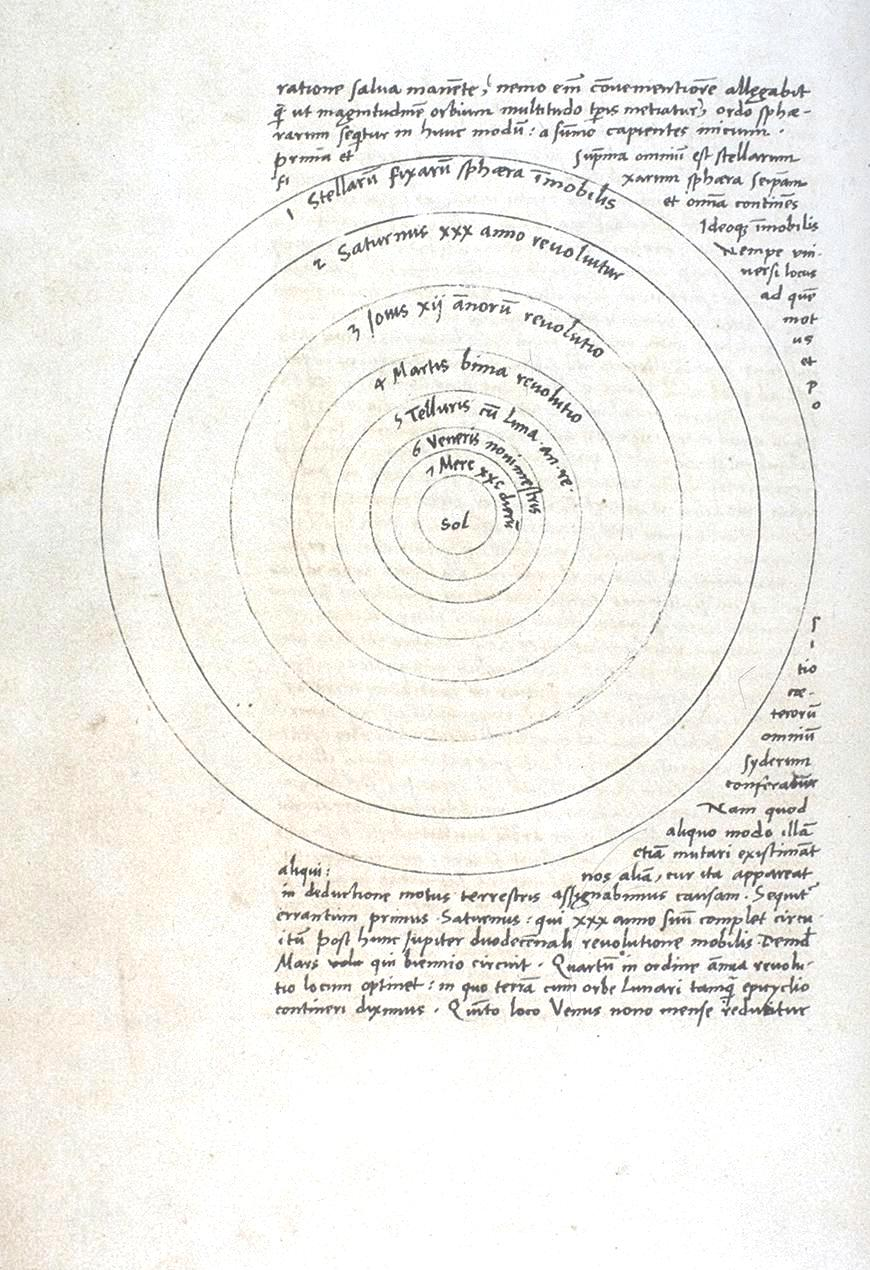
코페르니쿠스의 우주모델에서 천체들의 배치

 짧은 해설서에 따르면, 코페르니쿠스는 행성들이 투명하고 단단한 천구의 껍질에 박혀 있다고 믿었다. 또 천체구조가 역학적으로 합리적인 모습을 갖추려면 모든 껍질이 자신의 정확한 중심에 대해 일정한 속력으로 움직여야 한다고 주장했다. 레기오몬타누스가 [알마게스트의 발췌본]에 제시한 방법을 이용하여 모델을 만들려고 했지만 투명한 껍질이 서로 교차하는 문제가 발생하여 새로운 제안을 하게 된다. 이 새로운 제안이란 ‘궤도 껍질 중의 하나가 태양을 중심으로 지구를 운반하고 있다’였다. 코페르니쿠스는 지구를 하나의 행성으로 만들어 ‘태양 중심 체계’를 만들었다. 하나의 일관성 있는 체계로 통합되지 못하던 프톨레마이오스의 체계와는 달리 코페르니쿠스의 이론은 일관성 있는 하나의 체계였다. 그러나 행성들의 실제 운동은 일정한 속력의 원운동이 아니기 때문에 27개의 주전원을 더 만들어 행성들의 관측결과와 일치하도록 만들어야 했다. 코페르니쿠스는 20년의 세월동안 27개의 주전원의 중심 위치, 반지름의 길이, 회전 속력 등 100개가 넘는 값을 정확하게 구하기 위해 노력하였으며 결국 자신의 모델을 완성하기에 이른다.:127-129

### 천구의 회전에 관하여
《천구의 회전에 관하여(De revolutionibus orbium coelestium)》는 1543년 코페르니쿠스가 출판한 책으로 태양은 우주의 중심이며 지구는 태양 주위를 돈다는 태양중심설(지동설)에 관한 내용을 담고 있다. 앞서 쓴 ‘짧은 해설서’는 천구의 회전에 관하여의 전신이 되었으며 꾸준한 연구를 통해 코페르니쿠스는 자신의 우주모델에 관한 내용을 1532년 거의 마무리 지었다. 1539년 5월 수학자이며 천문학자였던 레티쿠스는 코페르니쿠스의 노트를 읽고 코페르니쿠스 체계에 관한 해설서를 집필해 1540년에 출판하였고, 노트를 책으로 출판해야 한다고 강력하게 주장했다. 결국 1542년부터 루터파 신학자 안드레아 오시안더의 감독 아래에서 인쇄 작업이 시작되었다. 그런데 책이 출판되기 전부터 마르틴 루터가 코페르니쿠스 모델에 반대하였다. ‘여호와가 그 자리에 서 있으라고 명령했던 것은 지구가 아니라 태양’이라는 말이 성경에 분명 써 있다고 맹비난을 퍼부었다. 루터주의자였던 오시안더는 책의 내용이 사람들에게 환영받지 못할 것이며 교회와 마찰을 일으킬 것이라 생각하여 코페르니쿠스의 허락 없이 코페르니쿠스의 체계는 ‘계산상의 편의를 위한 추상적인 가설에 지나지 않는다.’는 내용의 서문을 추가하기도 하였다.{{sfn|오언 깅그리치|제임스 멕라클란|2006:166-178
코페르니쿠스는 책의 기본구조를 프톨레마이오스의 알마게스트와 동일하게 했다. 두 책은 모두 ‘철학적’ 부분으로 시작된다. 그리고 공통적으로 이 부분에서 우주의 생김새는 구형이고, 지구의 크기는 우주와 비교해 매우 작다고 밝히고 있다. 코페르니쿠스의 행성 배열에 따르면, 행성들은 주기가 길면 길수록 더욱 큰 궤도를 가진다. 이런 관계는 나중에 아이작 뉴턴이 만유인력의 수학적 원리를 발견하는데 결정적인 증거가 되었다.:{{{1}}}:175-176
《천구의 회전에 관하여(De revolutionibus orbium coelestium)》는 1권부터 6권까지 총 6권으로 이루어져 있으며 태양중심설 사상은 모두 1권에 다 서술되어 있다. 1권의 내용은 수식을 사용하지 않는 단순하고 우아한 모델을 보여 주었다. 총 14장으로 이루어져 있었는데, 제1~3장에서는 우주나 여러 천체, 지구 역시 구형이라는 점, 제4장에서는 천체가 원운동을 한다는 점, 제5장에서는 지구도 자전하면서 태양을 원운동 한다는 점, 즉 태양중심설에 대해 언급하고 있다. 제6~8장에서는 태양중심설에 대한 지구중심설 입장의 반론을 들어 이것을 논박하고, 제9~11장은 태양중심설의 입장에서 어떻게 천계의 여러 현상이 합리적으로 설명되는가를 총괄하고 있다. 제12~14장은 제2권에 대한 수학적 준비로서 원호의 표와 삼각법의 기초정리를 들고 있다. 2권에서 6권까지는 1권과는 달리 복잡한 계산들과 수식들로 이루어진 책을 쓰게 되었는데, 코페르니쿠스가 이를 천문학자들이 읽기를 바랐기 때문이다. 2권에서는 구면천문학에 대한 내용을 서술했고, 3권에서는 지축의 선회운동에 의한 세차운동을 포함한 지구의 운동, 춘분점의 이동에 대한 수학적인 설명을 담고 있다. 또한 4권에서는 달의 운동, 5권에서는 행성들의 경도 방향 운동, 6권에서는 행성들의 위도방향에 대한 내용을 서술했다.

책의 내용은 당시 당연하게 받아들여지던 프톨레마이오스의 지구중심설을 반박하는 내용으로 전통적인 교회의 입장과는 다른 것이었다. 지구가 움직인다는 혁명적인 이론이 어떻게 받아들여질지 예상하기 어려웠기 때문에 코페르니쿠스는 출판을 망설였다. 그러나 책에 대한 즉각적인 반응은 매우 미약했다. 크게 반발하는 세력이나 열렬한지지 또한 없었다. 400부의 초판이 발행되었는데, 당시에는 별로 주목을 받지 않아 수요가 적었으며 400부의 초판은 다 팔리지도 못했다. 책의 내용이 전문적이었기에, 당대의 능력 있는 천문학자가 아닌 이상 이해하지 못했다.
책에 쓰여진 코페르니쿠스의 체계에 가장 먼저 반발했던 개신교 신학자들과 달리, 16세기까지 침묵하던 로마 가톨릭은 1616년 천구의 회전에 관하여를 금서로 지정하게 된다. 헤르메스주의자였던 브루노가 코페르니쿠스체계를 옹호했기 때문인데, 우주의 중심을 태양이라고 주장한 코페르니쿠스도 헤르메스주의의 영향을 받지 않았는가에 대한 의문이 제기 되었다. 옛 이집트 종교가 참된 신앙임 동시에 가톨릭도 예전의 방식으로 돌아가야 한다는 극단적인 자세를 취한 브루노는 이단으로 여겨져 교회로부터 유죄판결을 받았다. 그와 관련된 모든 사상은 모두 한통속이라고 취급 받았으며 때문에 코페르니쿠스의 책 《천구의 회전에 관하여(De revolutionibus orbium coelestium)》도 교황청의 금서 목록에 올랐다가 1758년 금서에서 풀려났다.

## 그가 미친 영향

### 후대의 평가
많은 역사가들은 코페르니쿠스의 《천구의 회전에 관하여(De revolutionibus orbium coelestium)》가 출판된 1543년을 과학혁명이 시작된 시기로 생각한다. 코페르니쿠스는 과학혁명의 중간적 존재였으며, 프톨레마이오스와 아리스토텔레스의 이론에 사로잡혀 있던 2000년의 오류를 바로 잡았다.
| “ | 지구는 우주의 중심점이라는 엄청난 특권을 포기해야 했다. 이제 인간은 엄청난 위기에 봉착했다. 낙원으로의 복귀, 종교적 믿음에 대한 확신, 거룩함, 죄 없는 세상, 이런 것들이 모두 일장춘몽으로 끝날 위기에 놓인 것이다. 새로운 우주관을 받아들인다는 것은 사상 유례가 없는 사고의 자유과 감성의 위대함을 일깨워야 하는 일이다. | ” |
|   | — 괴테, 지동설의 부각에 대한 괴테의 언급중에서 |   |

태양중심설은 지구와 그곳에 사는 인간의 우주적 의미를 보잘것없는 차원으로 만들 수 있는 것이었다. 인간은 정말로 신의 사랑을 독자치하는 존재인가에 대한 의문을 자아내게 했다. 코페르니쿠스의 체계는 서양 중세의 우주관, 인간관, 세계관의 뿌리를 뒤흔들기에 충분했다. 이는 인간중심주의 파산의 발단이 되었다.
| “ | 최초의 근대 천문학자이면서 마지막 프톨레마이오스 천문학자였다 | ” |
|   | — 토머스 쿤                                                   |   |

과학사가 토머스 쿤은 코페르니쿠스를 위와 같이 평가했다.
코페르니쿠스는 비록 아리스토텔레스의 물리학과 프톨레마이오스의 체계에서 완전히 벗어나지는 못했지만 태양을 중심으로 한 행성체계를 설정함으로써 ‘행성들의 관계’를 부여했다. 후에 이런 코페르니쿠스의 우주모델은 케플러가 행성 운행에 대한 세 가지 법칙을 찾아내는데 바탕이 되었으며 갈릴레이, 뉴턴에게까지 영향을 미쳤다. 비록 성직자로 평생을 살았지만, 30년이 넘는 세월동안 천문학에 열정을 바쳤으며, 전통적인 우주관을 넘어 지구가 하나의 행성임을 밝힌 위대한 과학자로 평가된다.

### 이어지는 태양중심설의 계보

#### 토머스 딕스
토머스 딕스는 영국의 천문학자이자 대중 과학 운동가이다. 그는 1576년 <지속되는 예측 prognostication everlasting>을 발표했는데 코페르니쿠스의 우주 모델에 대한 구체적 논의를 담고 있다. 이 책은 코페르니쿠스 모델에 대한 영어로 쓰인 최초의 책이다. 딕스는 한 걸음 더 나아가 우주가 무한하다고 언급하며 태양을 중심에 두고 모든 방향으로 무한히 펼쳐진 우주 모델을 제시하고 있다.:39-40

#### 티코 브라헤
티코 브라헤는 덴마크의 천문학자로 1546년 덴마크의 크누스트루프에서 태어났다. 그는 벤이라는 섬에 우라니보르그라는 천문대를 세워 직접 운영하며 많은 관측을 수행했다. 그는 대표작 <새로운 천문학 입문 astronomiae instauratae progymnasmata>에서 그의 우주모델을 펼쳐보였다. 그것은 프톨레마이오스 체계와 코페르니쿠스 체계의 타협을 시도하고 있었다. 다음은 그의 우주 모델의 내용이다.
- 지구는 우주 중심에 고정
- 태양과 달의 운동, 고정된 별들은 지구를 중심으로 한다.
- 태양은 다섯 행성의 궤도 운동의 중심이다.
- 수성과 금성은 지구를 중심으로 돌고 있는 태양의 궤도 안쪽에서 궤도 운동한다.
- 화성, 목성, 토성은 태양을 중심으로 돌지만 궤도 안쪽에 태양과 지구가 포함되어 있다.

그는 수정된 자신의 우주모델을 통해 소원과 이심의 개념을 제거할 수 있었지만 시차가 관찰되지 않는 등의 증거를 들며 지구의 움직임은 부정했다.:60-79

#### 요하네스 케플러
1571년 12월 27일 태어난 독일의 천문학자. 가난한 집안에서 태어났지만 꾸준한 학업으로 티코 브라헤의 조수가 되기도 했으며 다양한 업적을 남겼다. 케플러는 관측 결과에 대한 분석과 기하학적 신비주의에 입각하여 우주를 설명했다. 다음은 케플러의 우주모델의 내용이다.
1. 지구는 행성이다.
2. 지구를 포함한 여섯 개의 행성은 여섯 개의 입방체와 연계될 수 있다. 안쪽 입방체의 꼭짓점들이 그 입방체를 둘러싼 구의 표면에 접하도록 하고 구는 다음 입방체 표면의 안쪽 측면에 닿게 한다. 각각의 구는 행성의 궤도가 된다.

그는 수많은 관측 결과를 집대성하여 분석함으로써 행성의 운동에 대한 케플러의 3법칙을 발표했다.
<케플러 3법칙>
- 제 1법칙: 각각의 행성은 태양의 둘레를 타원형을 이루며 돌고 있고, 태양은 타원의 두 초점 중 하나에 위치하고 있다.
- 제 2법칙: 태양과 태양의 둘레를 따라 돌고 있는 행성을 연결하는 가상선은 동일한 시간에 동일한 면적을 휩쓸고 지나간다.
- 제 3법칙: 어떤 두 행성의 주기의 제곱은 태양에서 그 행성들까지 거리의 세제곱에 비례한다.

케플러는 1619년 코페르니쿠스 체계를 옹호하는 <코페르니쿠스 천문학의 개요(epitome of copernican astronomy)>를 발표했다.

#### 갈릴레오 갈릴레이
1564년 2월 15일 태어난 이탈리아의 물리학자이다. 그는 초신성 연구를 통해 천체는 변함이 없다는 아리스토텔레스의 우주관을 반박하였다. 망원경을 발명했으며 자신이 발명한 망원경으로 목성의 위성 중 네개를 발견했다. 이 관측 결과는 코페르니쿠스 체계를 지지하는 증거가 되었다. 달이 지구 둘레를 돌고 있기 때문에 동시에 지구가 태양의 둘레를 도는 것이 불가능하고 그렇게 되면 지구와 달이 서로 떨어져버리게 된다는 것이 당시 코페르니쿠스 체계에 대한 반증이였다. 그러나 목성은 스스로도 이미 궤도 운동을 하고 있고 위성 또한 존재함으로 그 반증을 반박한 것이다. 갈릴레이는 금성의 상변화도 관찰했는데 이 현상은 지구가 태양 주위를 돌고 있다는 가정이 있어야만 설명 가능하다. 은하수는 별로 이루어져 있고 달의 표면은 분화구가 있다는 등 관측 사실들을 <별들의 소식 siderius nuncius>에 실어 출판하였다. 그가 관측한 흑점 또한 완벽한 무결점의 아리스토텔레스식 우주관을 반박하는 증거이다.
갈릴레오는 <두개의 주요 우주체계에 대한 대화 dialogue on the two chief world systems>를 출판했다. 이 책은 두 사람과 중재자 간의 대화 형식으로 이루어져있다. 그는 이 책을 통해서 코페르니쿠스에 대한 지지를 드러내고 있다. 갈릴레오는 태양중심설에 대한 지지로 종교재판을 받기도 한다.

#### 아이작 뉴턴
자신의 저서 《자연철학의 수학적 원리》(프린키피아)에서 만유인력의 법칙을 도입하여 행성의 궤도를 해석했으며 제임스 브래들리의 광행차 발견(1727), 프리드리히 베셀의 연주시차 검증 등은 태양중심설을 자리매김하게 해주었다.

## 유해 발견
코페르니쿠스가 1543년 세상을 떠난 이후 고고학자들은 수 세기에 걸쳐 그의 유해를 찾으려 노력해 왔다. 1807년 나폴레옹은 그의 무덤을 찾다가 실패하였고, 폴란드 공산 정권은 정부와 교회의 관계가 껄끄러워 유해 찾기 작업이 순조롭지 않았다. 2005년 8월 14세기에 건축된 플라우엔부르크 대성당 제단 아래를 파고 들어가자 여러 구의 유골이 발견되었다. 그중에 코페르니쿠스의 것으로 보이는 아래턱이 없는 두개골과 다리뼈 등이 나왔다. 유골은 사망 당시 연령이 60 ~ 70세로 추정되었다. 부러진 코, 왼쪽 눈 위 흉터 등 두개골의 특징이 현존하는 코페르니쿠스 초상화에 나타난 모습과 일치하였다. 2008년 11월 20일 스웨덴 웁살라 대학교의 유전학 전문가 마리 알렌은 기자회견을 통해 '코페르니쿠스의 책에서 나온 두 가닥 머리카락의 DNA가, 그의 유해로 추정되는 뼈의 DNA와 일치한다'라고 밝혔다.유해의 보존 상태는 좋지 않아 아래턱 부분은 소실된 상태였다. 뼈의 상태를 조사한 결과 약 70세가량 노인의 것으로 확인되었고 이는 코페르니쿠스가 죽었을 때의 나이와 일치한다.
2010년 5월에 그의 장례식이 사후 거의 500년만에 폴란드에서 다시 치려졌다. 폴란드 국민과 고위성직자들은 그를 국민적 영웅으로 기리며, 최고의 예우를 하였다.

## 같이 보기
- 코페르니쿠스 원리
- 폴란드 철학사

## 참고 문헌
- 오언 깅그리치; 제임스 멕라클란 (2006). 《지동설과 코페르니쿠스》. 번역 이무열. 바다출판사.
- 존 그리빈 (2004). 《과학(사람이 알아야 할 모든 것)》. 번역 김옥진; 강윤재. 들녘.
- 오언 깅그리치 (2008). 《아무도 읽지 않은 책》. 번역 장석봉. 지식의숲.
- 미하일 일리인 (2009). 《코페르니쿠스, 인류의 눈을 밝히다》. 번역 이종훈. 서해문집.
- 니콜라우스 코페르니쿠스 (1998). 《천체의 회전에 관하여》. 한국과학문화재단 과학고전시리즈 04. 번역 민영기; 최영재. 서해문집.